# Scelotrichia milinda
Scelotrichia milinda är en nattsländeart som först beskrevs av Schmid 1960.  Scelotrichia milinda ingår i släktet Scelotrichia och familjen smånattsländor. Inga underarter finns listade i Catalogue of Life.